# Lamigo Monkeys
Lamigo Monkeys (en chino tradicional Lamigo 桃猿) son un equipo de béisbol profesional de Taiwán que participa en la Liga de Béisbol Profesional China. El equipo fue creado en 2004 con base en Gaoxiong en el Campo de Béisbol Lago Chengching. En 2006 se coronó campeón de la Serie de Taiwán representando a ese país en la Serie de Asia Copa Konami obteniendo el subcampeonato siendo mejor resultado de un equipo taiwanés. 

## Títulos obtenidos
Locales
2 Títulos locales
2006·2012